# Zorro
Zorro (španělsky liška/lišák) je fiktivní postava, kterou v roce 1919 vytvořil americký spisovatel Johnston McCulley. Postava se posléze z knih dostala na filmová plátna, do televize, komiksů, videoher apod. Původně jde o španělského šlechtického kavalíra jménem don Diego de la Vega, který si vezme černou masku a změní se na odvážného mstitele Zorra, který ochraňuje chudé a utlačované a mstí se za bezpráví a nespravedlnost.

## Filmová zpracování
Jeho vůbec prvním filmovým představitelem se v roce 1920, ještě v éře němého filmu, stal Douglas Fairbanks.
- Zorro mstitel (film, 1920), americký němý film
- Zorro mstitel (film, 1940), americký film (The Mark of Zorro), vydán nejprve v černobílé verzi a o rok později v barevné, v hlavní roli Tyrone Power
- Zorro (seriál, 1957), americký televizní seriál z let 1957–1959
- Zorro (film, 1961), španělský film z roku 1961
- Zorro (film, 1975), francouzsko-italský dobrodružný film z roku 1975, režie Duccio Tessari s Alanem Delonem v hlavní roli
- Zorro (seriál, 1990), americký televizní seriál z let 1990–1993
- Zorro: Tajemná tvář, americké romantické drama s Antoniem Banderasem
- Legenda o Zorrovi, americký akční film s Antoniem Banderasem
- Zorro: Meč a růže, americko-kolumbijsko-mexický dobrudružně-romantický televizní seriál z roku 2007

## Muzikálové zpracování
- Zorro (muzikál) – na námět knihy Isabel Allendeové, světová premiéra v Londýně (2008), česká v Městském divadle Brno (2013)

## Inspirace
Inspirací k postavě mohly být historické osoby jako například Joaquin Murrieta, Reynard the Fox, Salomon Pico, Manuel Rodríguez Erdoíza, Tiburcio Vasquez, William Lamport či další.